# Bassegoda (Albanyà)
Bassegoda és un poble del municipi d'Albanyà, a l'Alta Garrotxa, que fins a 1969 va donar nom a un municipi format per varis termes, moment en què va ser incorporat a Albanyà i transferit administrativament de la comarca de la Garrotxa a la comarca de l'Alt Empordà.

## Història
El 1846 el municipi de Bassegoda es va conformar a partir dels nuclis o disseminats del mateix poble de Bassegoda, Corsavell, Lliurona, Pincaró, Ribelles i Sous. De fet, Lliurona va esdevenir el nucli més poblat d'aquest antic municipi. La parròquia de Bassegoda havia ja estat unida a la parròquia de Lliurona el 1551.

## El nucli
El principal element remarcable del nucli de Bassegoda és la seva església de Sant Miquel, una senzilla i elegant església romànica del segle XII, restaurada recentment. És d'una sola nau amb volta apuntada i absis semicircular, façana orientada al migdia amb campanar d'espadanya.
Al nucli del poble s'hi pot destacar també la casa de pagès de Can Sala, un gran casal de planta rectangular i teulat a dues aigües.
A la capçalera del riu Borró s'hi troben les grans pairalies de Can Sala, Can Nou i Can Menera, i d'altres cases de pagès menys importants com Can Galan i les esgavellades de Can Garrofí, Can Coreia, Can Ral i Ca les Pastores. Can Sala és a tocar de l'església.

## Principi
A mestral del puig de Bassegoda hi ha la petita vall de Principi, amb la gran pairalia de Principi, i els masos enderrocats de Can Peroi, el Tumany, Cal Coix, Girans de Dalt, Cal Mossú i la casa del Buac, a dins d'una balma. A prop hi ha l'església mig enrunada de Sant Vicenç de Principi.

## Geografia
Al límit sud del terme de Bassegoda, a la carena que el separa de Sales de Llierca, hi havia hagut el Castell de Bassegoda. I a la vall que hi ha al nord d'aquest castell, sota el Puig, hi havia les Mines de Can Menera, encara explotades en època moderna, amb meners de plom argentífer.
Els pics del Mont (a l'antic terme de Sous) i del Bassegoda són ben identificables i visibles des de molta part del territori proper. Les terres dels voltants de Bassegoda són molt accidentades, amb altes carenes amb abruptes cingleres i pregones fondalades.
El riu Borró neix als peus del Puig de Bassegoda i passa encaixonat entre muntanyes fins a arribar al Fluvià.